# Rampur (dystrykt)
Rampur (dystrykt) – dystrykt w stanie Uttar Pradesh w Indiach. Stolicą jest miasto Rampur. Dystrykt Rampur znajduje się w Dywizji Moradabad.